# Google Guava
Google Guavaとは、オープンソースのJavaライブラリで、Javaのプログラミングで共通して使われるユーティリティライブラリをまとめたもの。主にGoogleのエンジニアによって開発されている。

## 概要
Google Guavaは、主に三つのコンポーネントにわけられている。
- 共通メソッドや振る舞いを簡潔に実装するための基本ライブラリ。hashCodeなどの実装や前提条件チェックなどのコード量を減らすことができる。
- 標準ライブラリのJava Collections Frameworkへの拡張。以前はGoogle Collections Libraryと呼ばれていた。
- その他のユーティリティライブラリで、関数型プログラミング、キャッシュ、区間オブジェクト、ハッシュなどをサポートする。

JDK 1.5でJavaに総称型が導入されたが、標準のコレクション・フレームワークは十分な機能を有しているとはいえず、また代表的なユーティリティ・ライブラリであるApache Commons Collectionsは、後方互換性を維持するために総称型への対応を行わなかった。こうした状況に対処するため、GoogleのエンジニアであるKevin BourrillionとJared Levyが社内の「20%ルール」を使い、総称型をサポートしつつ高機能なコレクションクラスを提供するGoogle Collections Libraryを開発したのが、Guavaの先駆けである。そのため、Guavaのコレクションフレームワークはライブラリの中でも特に強力で、マルチセット、マルチマップ、双方向マップ、不変コレクション型などの多種多様なクラスが実装されている。また、デザインやコードの監修には、ベストセラーEffective Javaの著者ジョシュア・ブロックや、Javaの並列プログラミング用標準ライブラリを策定したダグ・リー（en:Doug Lea）などが関わっていた。
Sonatype社の調査によれば、2012年4月時点で、Apache Commonsのプロジェクト群などに次いで、Guavaは12番目に人気なJavaライブラリとなっている。